# Alena Zemančíková
Alena Zemančíková, rozená Nuhlíčková (*18. června 1955 Praha) je česká dramaturgyně, kritička, literární redaktorka, dramatička, publicistka, lektorka a porotkyně. Je významnou osobností české amatérské divadelní scény a především pak divadla poezie a uměleckého přednesu, jimž se věnuje nadále i přes vstup do profesionální sféry. Pravidelně zastává pozici porotkyně na festivalech amatérského divadla a uměleckého přednesu, rovněž je členkou Sdružení pro rozhlasovou tvorbu.

## Život
Její vztah k divadlu a umění celkově ovlivnili rodiče. Její matka Miloslava Ruzhová pracovala v kulturním středisku v Tachově a později i v Plzni. Nevlastní otec byl učitelem a v Tachově zároveň působil i jako ochotnický divadelník. Oba se podíleli na pořádání a lektorování uměleckého přednesu, což přivedlo k recitaci i ji. Od roku 1971 se pravidelně účastnila coby sólová recitátorka festivalu Wolkrův Prostějov.
Během studií na gymnáziu v Plzni navazovala a udržovala kontakty i s tamními umělci. Vliv na ni měli například malíři Vladivoj Kotyza a Jiří Kovařík, skladatel Zdeněk Lukáš nebo básník Zdeněk Barborka. V 70. letech byla členkou plzeňského Divadla poezie Dominik a už tehdy se začala věnovat publikační činnosti. V klubu Dominik začal v roce 1978 působit soubor Divadlo pod lampou, který byl ale o rok později z politických důvodů rozpuštěn. Činnost Divadla pod lampou byla obnovena v roce 1985 a Zemančíková se stala jeho součástí, zároveň tam okusila vedle přednesu i režii a scenáristiku.
Vystudovala dramaturgii na DAMU, poté však byla nucena se věnovat až do roku 1987 dělnickým povoláním. Až poté se stala lektorkou dramaturgie Západočeského divadla v Chebu, v roce 1990 se stala dramaturgyní a setrvala na této pozici osm let. Zde byly rovněž uvedeny její autorské texty (Putování za štěstím, Hra o bratru Františku a jeho sestře Chudobě, Biblické příběhy), také se podílela na dramatizacích. Působením v profesionální sféře se přestala angažovat coby autorka a účinkující ve sféře amatérské, zůstala však její součástí jako lektorka a porotkyně přehlídek divadla poezie, festivalů a soutěží.
Od roku 1997 působila v plzeňském Českém rozhlase jako literární redaktorka a dramaturgyně, později se stala vedoucí kulturní redakce. Ve svých textech se často věnovala osobnostem a kultuře západních Čech a pohraničí, a to i německojazyčným. Během práce pro Český rozhlas přispívala i do dokumentaristických projektů, například ISMY po česku, Za divadlem nebo Ztráty a nálezy. Od roku 2004 působila v Českém rozhlasu Vltava, kde se věnovala také dramaturgii. Zde byly uvedeny její rozhlasové hry Byl jest jeden člověk aneb Hra o komkoli a smrti, Odjezd z konce světa a Noc a den. V roce 2004 byla oceněna na festivalu Prix Bohemia Radio rozhlasovou cenou za povídku Lukava v autorské interpretaci v kategorii literární pořad. Účastnila se též přehlídky publicistických a dokumentárních rozhlasových pořadů Report, ale i záhřebského festivalu Prix Marulić.
Od roku 1990 je porotkyní na Wolkrově Prostějově, od roku 2011 pak i na Šrámkově Písku. V současnosti působí jako porotkyně a lektorka i na přehlídce Jiráskův Hronov. Účastní se rovněž nižších postupových přehlídek, například Poezie na rynku v Klatovech. S plzeňským Českým rozhlasem i Vltavou nadále externě spolupracuje, kromě toho publikuje v Divadelních novinách, píše sloupky v Deníku Referendum a příležitostně i jinde. Také externě vyučuje na katedře teorie a kritiky pražské DAMU.

## Tvorba a dílo
Alena Zemančíková se během působení v Chebu věnovala psaní vlastních textů, které doprovodila i několika dramatizacemi a scénáři na základě spolupráce s dalším dramatikem. V roce 1991 Divadlo na cestě při Západočeském divadle uvedlo její dramatizaci knihy pohádek amerického spisovatele Jamese Thurbera Třináctery hodiny s využitím překladu Radoslava Nenadála. Této dramatizace o dva roky později využilo i Divadlo Vítězslava Nezvala v Karlových Varech. V roce 1992 byla v Chebu uvedena její úprava dramatizace knihy Tracyho tygr od Williama Saroyana, kterou přeložil Jiří Josek a dramatizoval Jan Roubal. V témže roce napsala scénář ke hře Aleny Wagnerové Odsunuté vzpomínky. Jako dramaturgyně se pak podílela na řadě inscenací Západočeského divadla, přičemž v roce 2002 ještě vypomohla coby dramaturgická spolupráce u inscenace Bailegangaire v režii Hany Frankové v Divadle Dagmar v Karlových Varech. Poté se přesunula k rozhlasové tvorbě a později i té literární. V roce 2023 by měla vyjít její nová kniha Nějaké ženy a jacísi muži.

### Dramaturgie
Jako dramaturg se podílela na následujících představeních:
- Komedie o hvězdě (1992)
- Byl to skřivan (1993)
- Rozmarný duch (1993)
- Pohádka do dlaně (1993)
- Za kopcem vrch (Berg) (1993)
- Anděla a piráti aneb (1995)
- Don Juan se vrací z války (1995)
- Nebe na zemi (1996)
- Služky (1997)
- Slaměný klobouk (1997)
- Orestés (1998)
- Ruleta aneb Příběh nenapsaného (1998)

### Dramatická tvorba
Je autorkou divadelních her:
- Putování za štěstím (1990) – podle cikánských pohádek, režie Jaroslava Šiktancová, Západočeské divadlo Cheb
- Biblické příběhy (1991) – režie František Hromada, Západočeské divadlo Cheb
- Čistému vše čisté (1993) – variace na commedia dell'arte, režie Jaroslava Šiktancová, Středočeské divadlo Kladno a Mladá Boleslav
- Hra o bratru Františku a jeho sestře Chudobě (1994) – režie František Hromada, Západočeské divadlo Cheb
- Ulrika (2002) – malé nedělní představení, režie Jaroslava Šiktancová, Spolek Kašpar, hráno v Divadle v Celetné
- Odjezd z konce světa (2012) – režie Hana Franková, Divadlo Dagmar Karlovy Vary

### Rozhlasová tvorba
Je autorkou následujících rozhlasových her a pořadů:

#### Rozhlasové hry
Všechny tři hry byly uvedeny na Českém rozhlasu Vltava v režii Miroslava Buriánka.
- Byl jest jeden člověk aneb Hra o komkoli a smrti (2001)
- Odjezd z konce světa (2004)
- Noc a den (2006)

#### Rozhlasové pořady
Níže uvedené pořady a projekty vznikaly pro uvedení na Českém rozhlasu Vltava.
- Tovaryšstvo mezi věky (2006) – osmidílný pořad k příležitosti 450. výročí příchodu jezuitů do Čech
- Hlas deníku (2004) – v rámci pořadu Schůzky s literaturou, společně s Jiřím Cieslarem
- Esoterické Čechy – ve Víkendové příloze, společně s Václavem Vokolkem
- Feminismus; Globalismus (2005) – dva hodinové dokumenty, které vznikly jako součást cyklu ISMY po česku.

### Literární tvorba
Vydala publikace:
- Bez otce (2008) – sbírka povídek z let 1991 až 2007
- Mařenka a Čenda (2009) – příběhy pro děti o Mařence, Čendovi a plyšovém medvědovi
- Značkování (2012) – soubor fejetonů
- Příběh v řeči nepřímé (2016) – román o životě v pohraničí v padesátých letech
- Zpětné zakreslení cesty (2020) – historie činohry Národního divadla v období mezi lety 1990 až 2015 prostřednictvím novinových kritik a dalších materiálů[11]
- Nějaké ženy a jacísi muži (2023)